# Sea of Sorrow
Sea of Sorrow – trzeci singel amerykańskiego zespołu muzycznego Alice in Chains, pochodzący z opublikowanego w sierpniu 1990 nakładem wytwórni Columbia debiutanckiego albumu studyjnego Facelift. Czas trwania utworu wynosi 5 minut i 49 sekund. Na stronie B singla została zamieszczona radiowa wersja, skrócona do 4 minut i 34 sekund, której edycją zajęli się Mike Corbett i Nick Terzo. Autorem warstwy lirycznej i kompozytorem jest Jerry Cantrell.

## Geneza
Demonstracyjna wersja „Sea of Sorrow” została nagrana przez zespół Alice in Chains wiosną 1989, przy współpracy Ricka Parashara. Kompozycja pod koniec lat 80. była prezentowana przez lokalną rozgłośnię radiową KISW. Thad Byrd, pracujący ówcześnie nad filmem dokumentalnym Father Rock, który za pośrednictwem producenta Mike’a Bentleya usłyszał utwór, wyraził chęć realizacji teledysku do niego. W tym celu udał się do biura Susan Silver i Kelly Curtis, przekładając propozycję realizacji wideoklipu na taśmie 16 mm, którego koszt mieściłby się w granicach 5–7 tys. dolarów. Byrd otrzymał od Silver kopię dema zespołu oraz kilka sugestii. W pierwotnym założeniu przymierzano się do realizacji wideoklipu do utworu „Killing Yourself”, którego fabuła nawiązywałaby do gatunku spaghetti western.

## Analiza
Jerry Cantrell w rozmowie z magazynem „Rock Scene” przyznał, że warstwa liryczna odnosi się do skomplikowanych relacji interpersonalnych, w których motywem przewodnim jest destrukcja. „To dość prosta piosenka, lecz pokręcona w pewnym sensie. Jest to w zasadzie wyciągnięcie wniosków z dwóch doświadczeń, które miałem na przestrzeni dwóch ostatnich lat, lecz były dokładnie takie same. Poznałem dziewczynę, która była bardzo atrakcyjna. Zupełnie się zakochałem. Do pewnego momentu było naprawdę fajnie, a potem zaczęła zachowywać się totalnie psychicznie, destrukcyjnie i obraźliwie. Właśnie o tym jest ten utwór, o relacjach, które zaczynały się bardzo dobrze, by następnie obracać się w fatalne zauroczenie, które staje się chorą rzeczą”. Zdaniem Billa Adamsa z magazynu „Ground Control” utwór, poprzez mroczną warstwę liryczną, opisuje „duszące życie”. David Browne z „The New York Timesa” tekst interpretuje jako „gniewną miłość”.
„Sea of Sorrow” charakteryzuje się intensywnym, rytmicznym brzmieniem z hardrockowym feelingiem i długimi refrenami, w których słychać jest harmonię wokalną Layne’a Staleya i Cantrella. Po wykonaniu drugiego z refrenów, na pierwszy plan zostaje wysunięta, utrzymana w dynamicznym tonie solowa gra Cantrella. Kompozycja kończy się kilkukrotnie powtórzonym refrenem. Brytyjski „Metal Forces” brzmienie „Sea of Sorrow” przyrównał do zespołu Ratt.

## Teledysk

### Pierwsza wersja

#### Produkcja i realizacja

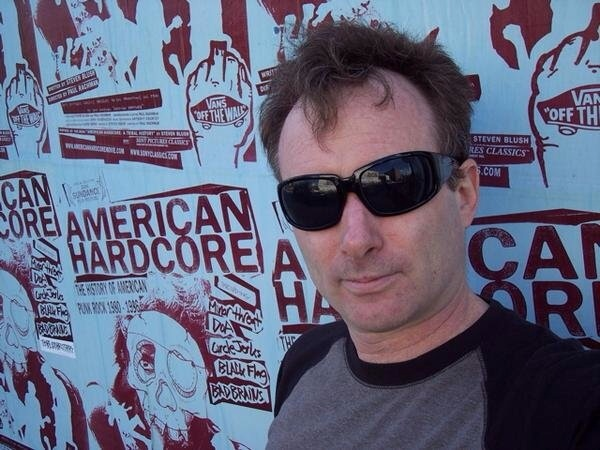
Paul Rachman wyreżyserował pierwszą wersję teledysku

Po entuzjastycznym przyjęciu wideoklipu do „Man in the Box”, wytwórnia Columbia ponownie zatrudniła Paula Rachmana do reżyserii. Jej przedstawiciele nalegali, by zdjęcia zostały zrealizowane w czasie, gdy zespół występował w ramach Clash of the Titans (1991). Rachman nie był zwolennikiem takiego rozwiązania, woląc poczekać aż muzycy zakończą trasę, i będą mogli udać się do Los Angeles i Nowego Jorku, by móc rozpocząć zdjęcia. Na taką odpowiedź nie zgodziła się wytwórnia. Wykorzystując jeden dzień przerwy w trasie, zdjęcia zostały zrealizowane na początku czerwca w Donny & Marie’s Studio w Salt Lake City. Budżet przeznaczony na teledysk był dwukrotnie większy niż w przypadku „Man in the Box”. „To był prawdopodobnie jeden z moich najbardziej koszmarnych pędów. Nigdy nie mieliśmy tylu problemów” – przyznał Rachman. W trakcie nagrań dochodziło do spięć pomiędzy reżyserem a członkami zespołu. „Każdy z chłopaków miał własną koncepcję. Pamiętam jak Jerry kłócił się z Susan [Silver] o to, jaką kurtkę ma nosić w teledysku”. Wiele problemów sprawiło ustawianie oświetlenia i reflektorów oraz dobranie odpowiedniej kolorystyki, która odbijała się na muzykach. Procesem produkcji zajęła się Sally Norvell. Wideoklip dostępny jest na kasecie Live Facelift (1991).

### Druga wersja
Drugą, oficjalną, wersję teledysku wyreżyserował Martyn Atkins, która została zrealizowana w przewadze kolorystyki czarno-białej i przedstawia zespół wykonujący utwór. Wideoklip dostępny jest na kompilacji Music Bank: The Videos (1999).

## Wydanie
W styczniu 1991 „Sea of Sorrow” został wydany na rozszerzonej edycji singla „Man in the Box”. Premiera utworu, będącego trzecim singlem promującym album studyjny Facelift (1990), odbyła się we wrześniu. Na stronie B zamieszczono radiową wersję kompozycji, skróconą do 4 minut i 34 sekund. Jej edycją zajęli się Mike Corbett i Nick Terzo.
Koncertowa wersja „Sea of Sorrow” została zarejestrowana 22 grudnia 1990 w Moore Theatre w Seattle i zamieszczona na VHS Live Facelift z lipca 1991. Demonstracyjna wersja kompozycji z 1989 ukazała się na retrospekcyjnym box secie Music Bank (1999). We wrześniu 2006 „Sea of Sorrow” wszedł w skład zestawu utworów zawartych na kompilacji The Essential Alice in Chains.
Zakk Wylde przyznał w wywiadzie z 2012: „Pierwszą rzeczą, jaką usłyszałem Jerry’ego Cantrella i chłopców był «Man in the Box», a następnie «Sea of Sorrow». Pomyślałem: «stary, to jest niesamowite!»”.

## Odbiór

### Krytyczny
Ned Raggett z AllMusic napisał, że dźwięki fortepianu, które słychać na początku trwania utworu, w pierwszej chwili mogą wydawać się dość nietypowe dla zespołu. Autor zaznaczył, że partie klawiszy w połączeniu z gitarą elektryczną przypominają muzykę lat 60. Ric Albano z brytyjskiego „Classic Rocka” podkreślił, że „gra [Seana] Kinneya na fortepianie podczas „zwodniczego początku” jest idealnym uzupełnieniem dla partii gitar Cantrella”. Liz Evans z brytyjskiego magazynu „Raw” przyznała, że „«Sea of Sorrow» okazuje ból serca do graficznej rzezi na skraju z mocnym riffem”. Beth Nussbaum na łamach „Rock Scene” określiła utwór mianem „ponurego i posępnego”.

### Komercyjny
14 września 1991 singel zadebiutował na 49. lokacie notowania „Billboardu” Album Rock Tracks. Po sześciu tygodniach obecności na wspomnianej liście przebojów, 14 października awansował na 27. pozycję. Łącznie notowany był przez dziewięć tygodni.

## Utwór na koncertach
Premiera koncertowa „Sea of Sorrow” nastąpiła 15 lipca 1989 podczas występu w Bremerton w stanie Waszyngton. Utwór regularnie prezentowany był w trakcie koncertów zespołu pod koniec lat 80. oraz w ramach amerykańskiej części Facelift Tour w 1990 i 1991. Ostatni raz kompozycja została wykonana w trakcie występu w Hartford Civic Center w Hartford w stanie Connecticut 29 października 1991 w ramach For Unlawful Carnal Knowledge Tour.

## Lista utworów na singlu
singel CD (CSK 4072):
| Nr | Tytuł utworu                     | Autorzy        | Długość |
| -- | -------------------------------- | -------------- | ------- |
| 1. | „Sea of Sorrow” (wersja radiowa) | Jerry Cantrell | 4:34    |
| 2. | „Sea of Sorrow”                  | Cantrell       | 5:49    |
|    |                                  |                | 10:23   |

## Personel
Opracowano na podstawie materiału źródłowego:
|  | Alice in Chains - Layne Staley – śpiew - Jerry Cantrell – gitara rytmiczna, gitara prowadząca, wokal wspierający - Mike Starr – gitara basowa - Sean Kinney – perkusja, fortepian | Produkcja - Producent muzyczny: Dave Jerden - Inżynier dźwięku: Ron Champagne - Miksowanie: Dave Jerden w Sound Castle Studio, Los Angeles - Mastering: Eddy Schreyer w Future Disc Systems, Hollywood |

## Notowania
| Lista (1991)                          | Pozycja |
| ------------------------------------- | ------- |
| Album Rock Tracks (Stany Zjednoczone) | 27      |